# تل سكا
تل سكا تل أثري يقع على بعد 25 كيلومترا جنوب شرق مدينة دمشق في سوريا، ويتبع التل إداريا لقرية سكا (ناحية الغزلانية منطقة دوما)،

## التنقيب
تقوم بعثة أثرية وطنية سورية في التنقيب بهذا التل بإدارة أحمد طرقجي وقد تعرض هذا التل الأثري لعدة تعديات، لم تقلل من أهميته الأثرية والتاريخية حيث بقي من مساحته الأصلية هكتاران ونصف الهكتار. ابتدأ التنقيب المنهجي عام 1989 م بمبادرة من المديرية العامة للآثار والمتاحف السورية بغية تدريب طلاب المعهد المتوسط للآثار على أعمال التنقيب والبحث الأثري. واستمر العمل سنويا خلال أحد عشر موسما حتى الآن، وأسفرت نتائج الحفريات عن وجود أربع سويات أثرية حتى الآن.

## السوية الأولى
قبور إسلامية مملوكية عثمانية متنوعة الأشكال، منها قبور بسيطة من حيث العمارة أي حفرة في التراب وقبور معمرة باللبن وسقفها خشبي، وقبور معمرة باللبن وسقفها لبن أكبر حجما حسب مكانة الميت

## السوية الثانية
قبور ترجع إلى الفترة الكلاسيكية 300 قبل الميلاد ـ القرن الخامس الميلادي، وتضم هذه الفترة نماذج من العصور والحضارات السورية القديمة،البيزنطي والسلوقي والروماني، ويوجد تداخل بين السويتين الأولى الإسلامية والثانية الكلاسيكية نتيجة الاستخدام المستمر لسطح التلة كمقبرة، ومن خلال طرق الدفن استطاعت البعثة التمييز بين طبقات هذه القبور. فمنها قبيل المسيحي ومنها مسيحي بيزنطي، وقد عثر على بعض الحلي، وتتألف من قطع زجاجية أو من العظم أو البرونز في القبور المسيحية والإسلامية.
أما القبور قبيل المسيحية (الرومانية / السلوقية)، فتضم أحيانا بعض المعطيات الجنائزية التي تترافق طريقة الدفن مع بكائيات «مدامع» زجاجية أو فخارية لجمع الدمع أثناء جنازة المتوفى رمزا للمحبة، ويمكن وجود بعض الحلي من خرز وقلائد وخلاخيل برونزية أو زجاجية.

## السوية الثالثة
عصر البرونز الحديث 1500 ـ 1300 قبل الميلاد.
سوية مخربة ولم تظهر ملامحها بشكل واضح إلا في بعض الأجزاء بسبب الحفر الأحدث الناتج عن حفريات القبور التي تمت في العصر الحديث، ويمكن التأكيد أنه بعد فترة 1300 قبل الميلاد، عصر البرونز الحديث انقطع استخدام التل من أجل السكن وبقي خلال فترة الألف الأول قبل الميلاد دون أي أشغال معمارية، حتى أعيد استخدام سطح السوية كمقبرة في العصور الكلاسيكية.
اما فترة البرونز الحديث فعثر فيها على بيوت بسيطة، غالبا ما كانت مساكن لمزارعين فقراء مارسوا بعض الأعمال الصناعية المنزلية كحياكة النسيج وصناعة الفخار، بالإضافة إلى الزراعة والتجارة. وكانت هذه البيوت تتألف من غرف صغيرة الحجم (16 متر مربع)، وبعض البيوت كانت تتألف من غرفتين وفسحة سماوية مبلطة على الأغلب بالحجر، والجدران مبنية من اللبن بعرض ستين سنتمترا، وكانت تخلو البيوت من الزخرفة أو من العناصر المعمارية الخارجية، وقد اعتمدت في بعضها على جدران كانت مبنية سابقا، وكانت ترجع إلى فترة أقدم، والسقوف كانت من الخشب أو من مواد مشابهة، وترتكز على الجدران وعلى دعامة حجرية تكون عادة وسط الغرفة. ومن أبرز ما وجد ضمن هذه السوية مشاغل النسيج وبعض الأختام، إضافة للجرار والأواني المنزلية الفخارية.

## السوية الرابعة
ترجع إلى فترة عصر البرونز الوسيط الثاني 1800 ـ 1500 قبل الميلاد، وعثرت البعثة فيها على مبنى كبير ضخم يتألف من باحات وغرف كبيرة ذات جدران سميكة 180 سم من اللبن، وأرضيات الغرف من الباحات منفذة بأسلوب جميل وفني. هذا المبنى الكبير يعتقد أنه كان مبنى إداريا ذا أهمية خاصة كالقصر، كسيت جدرانه من الداخل بواسطة طبقة من الجص الأبيض، نفذت عليها بعض الرسوم الجدارية الملونة بمواضيع مختلفة أو بزخرفة هندسية، فريسكات، إضافة إلى العثور على جرار كبيرة وضخمة من الفخار في زوايا بعض الغرف كانت تستخدم على الأغلب لحفظ الحبوب، وجميع جدران هذه القصر الكبير تتجه نحو الجهات الأصلية الأربعة بشكل متعامد، وهذا أسلوب العمارة المعروفة في قصور ممالك سورية مثل ماري أو ألالاخ أو قَطْنَا.
وقد حوت الرسوم الجدارية على مشاهد لرجال ونساء لهم ملامح مشابهة لما اكتشف في قصر ماري «زمري ليم»، وكذلك مشابهة أيضا لما عرف بالفريسكات في المعابد أو المقابر المصرية من حيث التنفيذ وأسلوب الرسم، وهذا يدل على وجود صلات حضارية وتجارية بين منطقة دمشق ووادي النيل في النصف الأول من الألف الثاني قبل الميلاد، ويدعم هذا التحليل وجود الأختام ذات الطابع المصري التي عثر عليها ضمن هذه السوية.

## أهمية الموقع
أما أهمية موقع سكا فتأتي من وقوعه على أطراف البادية السورية في منطقة وسطى بين بحيرتي العيتبة والهيجانة، الأمر الذي يتوقع معه أن تكون نقطة اتصال مهمة على طريق تجاري يصل بين الفرات الأوسط في سورية إلى جنوب سوريا وفلسطين ومن ثم وادي النيل.